# Lycianthes stenoloba
Lycianthes stenoloba är en potatisväxtart som först beskrevs av Henri Ferdinand Van Heurck och Johannes Müller Argoviensis och som fick sitt nu gällande namn av Friedrich August Georg Bitter.
Lycianthes stenoloba ingår i Himmelsögonsläktet som ingår i familjen potatisväxter. Inga underarter finns listade i Catalogue of Life.